# Menotti Garibaldi
Domenico Menotti Garibaldi (Mostardas, 16 de septiembre de 1840 - Roma, 22 de agosto de 1903) fue un militar y político italiano de origen brasileño siendo uno de los principales artífices de la Unificación de Italia.
Hijo mayor de Anita Garibaldi y Giuseppe Garibaldi, fue el único de los cuatro hijos de la pareja que nació en el rancho de Familia Costa, en la localidad de San Simao, Mostardas, dentro de la República Riograndense. Sus hermanos (Teresa, Rosa y Ricciotti) ya nacieron en Uruguay. Nació con una deformación craneal a causa de una caída de un caballo de su madre Anita estando embarazada cuando huía de su cautiverio por los brasileños después de la Batalla de Coritibanos.
Su nombre fue puesto por Garibaldi en honor de Ciro Menotti, admirado por su padre. Menotti desarrollo junto con Ricciotti carreras militares formando parte activa junto a su padre en las guerras de independencia de Italia. Recibió varias condecoraciones militares. Fue agricultor, masón y político, siendo diputado por Velleri entre 1876 y 1900.
Contrajo matrimonio con Italia Bidischini del Oglio con la que tuvo seis hijos: Anita, Rosita, Gemma, Giuseppina, Giuseppe y nuevamente Giuseppe, este último recibió el nombre de su hermano mayor, que murió con tan solo dos años.
Murió de malaria a los 63 años de edad, el 22 de agosto de 1903, y fue enterrado en el mausoleo de la familia Garibaldi en Aprilia.
- Datos: Q2520822
- Multimedia: Menotti Garibaldi / Q2520822